# STARSHIP娛樂
STARSHIP娛樂（韓語：스타쉽 엔터테인먼트，英語：Starship Entertainment），韩国著名经纪公司，培育出许多知名的韩国流行音乐团体和歌手。当前旗下艺人有音乐团体 IVE、MONSTA X、宇宙少女、CRAVITY、 KiiiKiii及IDID等。

## 歷史

### 1997年至2009年：公司成立历史
- 公司創辦人金時代曾成為1994年出道的組合COOL（英语：Cool (band)）的經纪人。之后在2002年成立SD娱乐打造了4人男团F-IV和solo歌手殷志源，直到2005年SD娱乐被其它公司收购，之后金时代加入SM娛樂担任音乐制作人，在2005年至2007年間於Big Hit娛樂工作，2008年STARSHIP娱乐正式成立，金时代出任代表理事和创办人，但金时代从未拥有公司股份。
- 1997年泰宏娱乐成立，徐贤珠出任企划部部长，同年金时代和徐贤珠相识并相恋，泰宏娱乐并在2001年正式更名为JYP娱乐，在JYP娱乐任职8年后，2005年徐贤珠与方时赫转入Big Hit娛樂担任公司理事，在2007年金时代和徐贤珠正式结婚，徐贤珠并在2008年出资成立STARSHIP娱乐。
- 2008年1月28日，STARSHIP娛樂正式成立。公司首名藝人為K.Will，其後出道的分別是SISTAR、BOYFRIEND[1]、MONSTA X。

### 2010年至2014年：SISTAR、BOYFRIEND
- 2010年6月3日，STARSHIP娱乐推出第一组女子团体SISTAR。
- 2011年5月26日，STARSHIP娱乐推出第一组男子团体BOYFRIEND。
- 2013年12月18日，LOEN娛樂宣佈決定投資STARSHIP娛樂的64.83％股份，成為旗下獨立品牌[2][3]。
- 2014年12月10日，当天起每周三在有线台Mnet中播出《NO.MERCY》(共10集)，STARSHIP娱乐首个自制真人选秀节目，最后一集中选出7人，以MONSTA X組合成員出道。

### 2015年至2019年：MONSTA X、宇宙少女
- 2015年5月14日，MONSTA X組合正式出道，也是STARSHIP娛樂時隔4年推出第二组男子音乐组合。
- 2015年5月20日，STARSHIP娛樂宣布收購King Kong娛樂100％股份[4][5]。
- 2015年12月4日，STARSHIP娛樂與中國樂華娛樂共同宣布，雙方簽訂合作協定[6]。
- 2016年2月25日，STARSHIP娱乐与乐华娱乐時隔6年共同推出第二组女子音乐组合宇宙少女。
- 2017年1月2日，STARSHIP娛樂宣布與King Kong娛樂正式合併，合併後的公司以STARSHIP娛樂作為公司名稱，演員經紀隸屬King Kong by STARSHIP，以綜合經紀公司體系進行事業發展。[7]。
- 2017年1月17日，STARSHIP娛樂於旗下藝人官方FanCafe公告，公司由原址搬遷至 首爾特別市江南區奉恩寺路（朝鲜语：봉은사로）151號4樓。
- 2017年4月27日，MIND U在STARSHIP娛樂的支持下，以“Loved U”再次亮相。
- 2017年5月17日，Duetto以双人组合出道。
- 2019年10月23日，STARSHIP娱乐与 Dalcomosoft Inc 开发商合作开发一款手游节奏游戏在亚洲和美国推出，并开通K.Will、SISTAR、BOYFRIEND、MONSTA X、宇宙少女、郑世云、MIND U、Duetto、CRAVITY、IVE和旗下子公司STARSHIP X娱乐和HIGHLINE娱乐所属艺人社等歌曲游戏，可在SuperStar STARSHIP App上使用，适用于iOS和Android设备。

### 2020年至2024年：CRAVITY、IVE
- 2020年1月28日，事隔三年再次於旗下藝人官方FanCafe公告，公司將會搬遷，地址將於稍後時間公佈。2月10日，於旗下藝人官方FanCafe公告，公司已搬遷至 首爾特別市江南區三成路（朝鲜语：삼성로）146號4-5。
- 2020年4月14日，STARSHIP娱乐時隔5年推出第三组男子团体CRAVITY。
- 2020年11月5日，STARSHIP娱乐与NCSOFT旗下子公司UNIVERSE签订为期兩年的合约至2023年2月17日，并开通MONSTA X、宇宙少女、CRAVITY、IVE和KingKong by STARSHIP所属演员社的Universe服务，可在UNIVERSE App上使用，适用于iOS和Android设备，平台服务至2023年2月结束运营。
- 2021年12月1日，STARSHIP娛樂時隔5年推出第三组女子偶像團體IVE。
- 2022年4月18日，STARSHIP娛樂對外宣佈新任代表理事為KBS本部長出身的李勛熙（이훈희），李勛熙曾担任过KBS制作本部长和SMALL C&C公司代表及策划制作过HT、音乐银行和两天一夜等节目，从业经验近30年。[8]
- 2023年1月，Starship娱乐计划向所有旗下艺人开放Dear U bubble服务，
- 2023年1月19日，STARSHIP娛樂與 DearU 公司簽訂為期3年的合約，从2月开始开放，並開通MONSTA X、宇宙少女、CRAVITY、IVE和KingKong by STARSHIP所屬演員社的DearU Bubble服務，可在Bubble for STARSHIP App上使用，適用於iOS和Android設備。

### 2025年至至今：KiiiKiii、IDID
- 2025年2月14日，STARSHIP娱乐正式宣布实行分部门制度。
- 2025年3月14日，二次推出的男团生存选秀节目 Debut's Plan 共9集，最后一集中选出8名成员，以IDID組合出道。
- 2025年3月24日，STARSHIP娱乐计划将旗下艺人加入Kakao娱乐旗下Berriz服务，并开通MONSTA X、宇宙少女、CRAVITY、IVE、KiiiKiii和IDID的服务，可在 Berriz App上使用，適用於iOS和Android設備。
- 2025年3月24日，STARSHIP娛樂時隔4年推出第四組女子偶像團體KiiiKiii。
- 2025年7月27日，STARSHIP娛樂陆续开通旗下团体 bilibili 账号。
- 2025年9月15日，STARSHIP娛樂時隔5年推出第四組男子偶像團體IDID。

## 旗下藝人

### 歌手部门
- 已離開STARSHIP娛樂的藝人將以斜體示之。

| 所屬分部 | 出道日期      | 團體名稱 | 成員                                                               | 性别 | 粉絲名稱 |
| -------- | ------------- | -------- | ------------------------------------------------------------------ | ---- | -------- |
| 一本部   | 2007年3月6日  | K.Will   |                                                                    | 男   |          |
| 一本部   | 2015年5月14日 | MONSTA X | SHOWNU · 玟赫 · 基現 · 亨願 · 周憲 · I.M                           | 男   | MONBEBE  |
| 一本部   | 2021年12月1日 | IVE      | Gaeul · Yujin · Rei · Wonyoung · Liz · Leeseo                      | 女   | DIVE     |
| 二本部   | 2016年2月25日 | 宇宙少女 | 雪娥 · 苞娜 · EXY · 秀彬 · LUDA · 多願 · 恩熙 · 夏天 · 多榮 · 延靜 | 女   | UJUNG    |
| 二本部   | 2020年4月14日 | CRAVITY  | 世琳 · ALLEN · 廷謨 · 宇璸 · 元進 · 珉熙 · 刑準 · 太煐 · 性珉      | 男   | LUVITY   |
| 三本部   | 2025年3月24日 | KiiiKiii | Leesol · Sui · Jiyu · Haum · Kya                                   | 女   | TiiiKiii |

### 小分隊
| 出道日期      | 團體名稱          | 性別 | 成員                      | 粉絲名稱  |
| 2020年10月7日 | WJSN CHOCOME      | 女   | 秀彬 · LUDA · 夏天 · 多榮 | SHALULU   |
| 2021年5月12日 | WJSN THE BLACK    | 女   | 雪娥 · 苞娜 · EXY · 恩熙  | THE WHITE |
| 2023年7月25日 | SHOWNU X HYUNGWON | 男   | SHOWNU · 亨願             |           |

### 企劃團體
| 出道日期     | 團體名稱          | 性別 | 成員                                                                                          | 合作夥伴                                                                     |
| 2016年8月6日 | Y TEEN            | 混合 | SHOWNU · 元虎 · 玟赫 · 基現 · 亨願 · 周憲 · I.M 雪娥 · EXY · 秀彬 · 恩熙 · 程潇 · 夏天 · 多榮 | KT公司                                                                       |
| 2017年       | Sunny Girls       | 女   | 程潇、YooA、娜英、Eunha、Nancy                                                                | Inkigayo Music Crush、WM Entertainment、Jellyfish娱乐、SOURCE MUSIC、MLD娱乐 |
| 2018年1月5日 | OG School Project | 男   | 趙旴燦 · 朴賢鎮 Achillo                                                                       | Cube娛樂                                                                     |
| 2018年4月5日 | YDPP              | 男   | 林煐岷 · 郑世云 李光贤 · 金东贤                                                               | Brand New Music                                                              |
| 2018年6月1日 | 宇宙Meki          | 女   | 雪娥 · LUDA 有情 · 度延                                                                       | Fantagio                                                                     |

## 過去旗下藝人

### 组合
| 組合名稱  | 官方粉絲名稱 | 隊長 | 成員                               | 性別 | 出道／签约日期 | 解约日期      |
| SISTAR    | STAR1        | 孝琳 | 寶拉、孝琳、韶宥、多順             | 女   | 2010年6月3日   | 2017年6月3日  |
| BOYFRIEND | Best Friend  | 東玄 | 東玄、賢星、正珉、榮旻、光旻、珉玗 | 男   | 2011年5月26日  | 2019年5月17日 |

### 雙人、子團組合
| 組合名稱 | 隊長   | 成員         | 性別 | 性質     | 出道／签约日期                 | 解约日期      | 备注           |
| SISTAR19 | 孝琳   | 寶拉、孝琳   | 女   | 子團體   | 2011年5月3日                   | 2017年6月3日  | 随着SISTAR解散 |
| MIND U   | 不適用 | 金宰熙、高德 | 男   | 雙人組合 | 2013年10月25日 / 2017年4月27日 | 2022年5月26日 |                |
| Duetto   | 不適用 |              | 男   | 雙人組合 | 2017年5月17日                  | 2022年6月16日 |                |

### 个人
| 名称   | 性別 | 解约日期       | 备注 |
| 李贤智 | 女   |                | |
| 多順   | 女   | 2017年6月3日   | SISTAR解散后，加入子公司King Kong娛樂，以演员身份活动                                                                             |
| 寶拉   | 女   | 2017年6月3日   | SISTAR解散后，2017年6月13日改投Hook娱乐                                                                                           |
| 孝琳   | 女   | 2017年6月3日   | SISTAR解散后，2017年9月9日正式宣佈不續約，后創建bridge娛樂                                                                        |
| 東玄   | 男   | 2019年5月17日  | BOYFRIEND解散后，2019年10月21日，加入SidusHQ                                                                                      |
| 賢星   | 男   | 2019年5月17日  | |
| 正珉   | 男   | 2019年5月17日  | BOYFRIEND解散后，2019年6月19日，加入ARA娱乐（아라엔터테인먼트）                                                                   |
| 榮旻   | 男   | 2019年5月17日  | BOYFRIEND解散后，2019年6月13日，与光旻、珉玗共同创立YouTube频道“BoyLand”（보이랜드）                                              |
| 光旻   | 男   | 2019年5月17日  | BOYFRIEND解散后，2019年6月13日，与荣旻、珉玗共同创立YouTube频道“BoyLand”（보이랜드）                                              |
| 珉玗   | 男   | 2019年5月17日  | BOYFRIEND解散后，2019年6月13日，与荣旻、光旻共同创立经营YouTube频道“BoyLand”（보이랜드）                                          |
| 元虎   | 男   | 2019年11月1日  | 2019年10月31日宣布退出MONSTA X，隔日公司宣布與之解約，2020年4月10日，和旗下子公司HIGHLINE娛樂簽約以SOLO歌手及製作人身份重新活動。 |
| 韶宥   | 女   | 2021年9月8日   | 與公司合約到期不續約，2021年9月30日，与BPM娱乐签订艺人专属合约，成为BPM娱乐首位艺人及solo歌手。                                   |
| I.M    | 男   | 2022年10月31日 | 2022年10月31日，合约到期不续约，签约至韩国索尼音乐，往后继续会以MONSTA X照常活动。                                                |
| 宣儀   | 女   | 2023年3月3日   | 2023年3月3日，自动终止与宇宙少女合约                                                                                              |
| LUDA   | 女   | 2023年3月3日   | 2023年3月3日，终止了专属合约，4月17日，與iHQ簽訂專屬合約。                                                                        |
| 多願   | 女   | 2023年3月3日   | 2023年3月3日，终止了专属合约 |
| 程瀟   | 女   | 2023年3月3日   | 2023年3月3日，自动终止与宇宙少女合约                                                                                              |
| 美岐   | 女   | 2023年3月3日   | 2023年3月3日，自动终止与宇宙少女合约                                                                                              |
| 鄭世雲 | 男   | 2024年9月7日   | 2024年9月7日，合约到期不续约，簽約至CAM WITH US                                                                                   |

## 練習生
著名男練習生
- Achillo （《OG SCHOOL》）

著名女練習生

## 昔日練習生
男练习生
- 朴宣浩（《PRODUCE X 101》，BOYFRIEND及MONSTA X預備成員[來源請求]，現為演員）
- 盧允浩（BOYFRIEND及MONSTA X預備成員[來源請求]，現為VAV成員）
- 崔連壽（BOYFRIEND預備成員[來源請求]，前AlphaBAT成員）
- 金秀燁（BOYFRIEND預備成員[來源請求]，前AlphaBAT成員）
- 民均（MONSTA X預備成員[來源請求]，現為ONF成員）
- TAN（崔皙源）（《NO.MERCY》，MONSTA X預備成員[來源請求]，現為Ciipher成員）
- 朴俊瑞（《少年24》，CRAVITY預備成員[來源請求]，現為BAE173成員）
- 鄭永勳（HALO成員）
- 李光賢（《少年24》、《PRODUCE 101 (第二季)》）
- 文賢彬（《PRODUCE X 101》，現為Ciipher成員）
- 朴賢鎮（《K-pop Star 6》、OG SCHOOL、CRAVITY預備成員[來源請求]、現為自由唱作人）
- 車雄基（TO1前成員、《BOYS PLANET》參賽者）

女練習生
- 金請夏（《PRODUCE 101》、前I.O.I成员、個人歌手）
- 金泰河（《PRODUCE 101》、宇宙少女預備成員[來源請求]、前MOMOLAND成員）
- 許智媛（宇宙少女預備成員[來源請求]、现为Cherry Bullet成員）
- 沈彩誾（《PRODUCE 101》）
- 金珉靜（《PRODUCE 101》）
- 曹佳賢（《PRODUCE 48》）
- 朴宣（《偶像學校》，簽入子公司KINGKONG BY STARSHIP並改本名為朴珠妃以演員身份活動）
- 符佳 （《青春有你 (第二季)》，現為FameUs娛樂旗下歌手）[13]
- 柳多戀（Girls Planet 999)

## 影视制作

### 选秀节目
- 2014年《NO.MERCY》
- 2025年《Debut's Plan》

### 节目参与
| 年份   | 播出日期 | 出演艺人 | 備註                                                            |
| ------ | -------- | --- | --------------------------------------------------------------- |
| 2022年 | 11月6日  | 演員1 : 柳演錫、申承浩、柳惠英、宋承憲、金汎 演員2 : 李光洙、千英明、蔡秀彬、李棟旭、孫宇賢 Solo歌手 : K.Will、鄭世雲 KPOP团体 : MONSTA X (玟赫、基現、亨願、周憲) 宇宙少女 (雪娥、苞娜、EXY、秀彬、多榮) CRAVITY (世琳、廷謨、珉熙、刑準、性珉) IVE (Gaeul、安兪真、REI、張員瑛、LIZ) | 罗暎锡PD 出差十五夜 (综艺节目)第二季《STARSHIP》藝人特輯        |
| 2022年 | 11月13日 | 演員1 : 柳演錫、申承浩、柳惠英、宋承憲、金汎 演員2 : 李光洙、千英明、蔡秀彬、李棟旭、孫宇賢 Solo歌手 : K.Will、鄭世雲 KPOP团体 : MONSTA X (玟赫、基現、亨願、周憲) 宇宙少女 (雪娥、苞娜、EXY、秀彬、多榮) CRAVITY (世琳、廷謨、珉熙、刑準、性珉) IVE (Gaeul、安兪真、REI、張員瑛、LIZ) | 罗暎锡PD 出差十五夜 (综艺节目)第二季《STARSHIP》藝人特輯        |
| 2022年 | 11月20日 | 演員1 : 柳演錫、申承浩、柳惠英、宋承憲、金汎 演員2 : 李光洙、千英明、蔡秀彬、李棟旭、孫宇賢 Solo歌手 : K.Will、鄭世雲 KPOP团体 : MONSTA X (玟赫、基現、亨願、周憲) 宇宙少女 (雪娥、苞娜、EXY、秀彬、多榮) CRAVITY (世琳、廷謨、珉熙、刑準、性珉) IVE (Gaeul、安兪真、REI、張員瑛、LIZ) | 罗暎锡PD 出差十五夜 (综艺节目)第二季《STARSHIP》藝人特輯        |
| 2022年 | 11月25日 | 演員1 : 柳演錫、申承浩、柳惠英、宋承憲、金汎 演員2 : 李光洙、千英明、蔡秀彬、李棟旭、孫宇賢 Solo歌手 : K.Will、鄭世雲 KPOP团体 : MONSTA X (玟赫、基現、亨願、周憲) 宇宙少女 (雪娥、苞娜、EXY、秀彬、多榮) CRAVITY (世琳、廷謨、珉熙、刑準、性珉) IVE (Gaeul、安兪真、REI、張員瑛、LIZ) | 罗暎锡PD 出差十五夜 (综艺节目)第二季《STARSHIP》藝人特輯Bonus版 |
| 2023年 | 12月23日 | Solo歌手 : 鄭世雲 KPOP团体 : MONSTA X (SHOWNU) CRAVITY (珉熙、刑準) IVE (REI、LIZ、LEESEO) | 韩国JTBC《认识的哥哥》第？集《STARSHIP》藝人特輯                |

## 音乐作品

### Starship Planet
Starship Planet的計劃於2011年開始至2018年，每年的冬季會推出一首歌曲，由公司的藝人參與其中。
| 單曲 # | 單曲資料 | 曲目                                |
| ------ | --- | ----------------------------------- |
| 2011年 | 《Pink Romance》 - 發行日期：2011年11月25日 - 語言：韓語 - 參與藝人：K.Will、BOYFRIEND和SISTAR                                                                                                | 1. 핑크빛로맨스（Pink Romance）     |
| 2012年 | 《White Love》 - 發行日期：2011年11月28日 - 語言：韓語 - 參與藝人：K.Will、韶宥（SISTAR）和正珉（BOYFRIEND）                                                                                  | 1. 하얀설레임（White Love）         |
| 2013年 | 《Snow Candy》 - 發行日期：2013年12月12日 - 語言：韓語 - 參與藝人：K.Will、BOYFRIEND和SISTAR                                                                                                  | 1. 눈사탕（Snow Candy）             |
| 2014年 | 《Love Is You》 - 發行日期：2014年12月3日 - 語言：韓語 - 參與藝人：K.Will、BOYFRIEND、SISTAR、Mad Clown、鄭基高和周永                                                                         | 1. Love Is You                      |
| 2015年 | 《Softly》 - 發行日期：2015年12月1日 - 語言：韓語 - 參與藝人：K.Will、BOYFRIEND、SISTAR、Mad Clown、鄭基高、周永、MONSTA X、Brother Su、EXY和柳昇佑                                           | 1. 사르르（Softly）                 |
| 2016年 | 《누가 그래 (Love wishes)》 - 發行日期：2016年12月1日 - 語言：韓語 - 參與藝人：Mad Clown、鄭基高、Brother Su、柳昇佑、賢星 (BOYFRIEND)、基現 (MONSTA X)                                       | 1. 누가 그래（Love wishes）         |
| 2017年 | 《Christmas Day》 - 發行日期：2017年12月8日 - 語言：韓語 - 參與藝人：鄭基高、K.Will、韶宥、BOYFRIEND、Mad Clown、Mind U、柳昇佑、#GUN、Brother Su、Duetto、MONSTA X、宇宙少女、鄭世雲、李光賢 | 1. 크리스마스 데이 (Christmas Day)  |
| 2018年 | 《Christmas Time》 - 發行日期：2018年12月5日 - 語言：韓語 - 參與藝人：K.Will、韶宥、BOYFRIEND、MONSTA X、宇宙少女、柳昇佑、Brother Su、Mind U、Duetto、鄭世雲                                 | 1. 벌써 크리스마스 (Christmas Time) |

### 特别企划
| 发布日期       | 歌曲名称        | 演唱者                           | 备注   |
| 2016年2月14日  | Cook for Love   | K.Will、鄭基高、周永、Brother Su | 情人节 |
| 2017年2月14日  | 下雨了          | 韶宥、伯贤                       | 情人节 |
| 2017年2月23日  | Let Me Love You | 灿烈、鄭基高                     |        |
| 2017年11月25日 | butterfly       | STARSHIP ARTISTS                 | 翻唱   |

### VINTAGE BOX 企劃
Vintage Box企劃，重新詮釋歌曲以及發表翻唱音源，由公司旗下藝人參與其中。
| Vol | 发布日期       | 歌曲名称                   | 演唱者            | 备注               |
| 1   | 2016年9月23日  | What's So Great About that | K.Will、Mad Clown |                    |
| 2   | 2016年11月11日 | 我会在你身边               | 柳昇佑、俞延靜    | 翻唱，原唱咖啡少年 |
| 3   | 2016年12月16日 | Days of Disturbance        | 鄭基高、Giriboy   |                    |
| 4   | 2017年1月17日  | You & I                    | 多顺、40          |                    |

### GATORADE 企划
| 发布日期      | 歌曲名称       | 演唱者                         | 合作公司       | 备注                    |
| 2018年4月12日 | Thirst         | Mad Clown x Ailee              | THE L1VE Label | 安俞真 代言人与MV女主角 |
| 2022年6月20日 | Move Like This | 姜丹尼爾 x IVE 安俞真 x 金妍儿 | KONNECT娱乐    |                         |

### PEPSI 企划
| 发布日期      | 歌曲名称           | 演唱者                                                                    | 歌曲制作人 | 合作公司                                    | 备注      |
| 2018年4月5日  | Love It Live It    | YDPP                                                                      |            | Brand New Music                             |           |
| 2018年6月1日  | Strong             | 宇宙Meki                                                                  |            | Fantagio                                    |           |
| 2019年4月11日 | Blossom            | Eunha x RAVI                                                              | GroovyRoom | Jellyfish娱乐、SOURCE MUSIC、H1ghr Music    |           |
| 2019年6月11日 | Heart Sign         | 邕圣祐                                                                    | Flow Blow  | Fantagio                                    |           |
| 2019年7月10日 | Cool Love          | HONGBIN x 亨願                                                            | Dress      | Jellyfish娱乐、HIGHLINE娱乐                 |           |
| 2019年9月9日  | For The Love of It | MONSTA X                                                                  |            | -                                           | 韓文版    |
| 2019年9月16日 | Beginning          | 韶宥 x RAIN                                                               |            | RAINCOMPANY                                 |           |
| 2020年4月23日 | Refresh            | ZICO x 姜丹尼爾                                                           |            | KOZ娱乐、 KONNECT娱乐                       |           |
| 2020年9月25日 | I Believe          | 裴珍映 x 金曜汉                                                           |            | C9娱乐、 OUI娱乐                            |           |
| 2021年2月15日 | ZERO:ATTITUDE      | 韶宥 x IZ*ONE（张员瑛、宫胁咲良、曺柔理、权恩妃、金玟周）                 |            | Off The Record娱乐、 Swing娱乐、H1ghr Music | feat.pH-1 |
| 2021年7月14日 | Summer Taste       | RAIN x MONSTA X（SHOWNU、亨願、I.M）x Brave Girls x ATEEZ（丁潤浩）       |            | RAINCOMPANY、勇敢兄弟、KQ娱乐               |           |
| 2022年6月28日 | Blue & Black       | OH MY GIRL (效定、Arin) x CRAVITY (朴世琳、具廷謨) x IVE (張員瑛、Leeseo) |            | WM娱乐                                      |           |
| 2023年7月13日 | I WANT             | IVE                                                                       |            |                                             |           |
| 2024年6月28日 | SUMMER FESTA       | IVE                                                                       |            |                                             |           |

### LIPTON 企划
| 发布日期      | 歌曲名称      | 演唱者          | 合作公司 | 备注 |
| 2023年5月24日 | Yellow Circle | 蔡秀彬 x 曺柔理 | WAKEONE  |      |

### MOUNTAINDEW 企划
| 发布日期     | 歌曲名称                       | 演唱者                     | 合作公司                    | 备注 |
| 2023年6月5日 | Over The Mountain (Prod.dress) | 周憲 x BIG Naughty x Gaeko | H1GHR MUSIC、Amoeba Culture |      |

## 相关公司

### 母公司与子公司
| 母公司                |
| Kakao娛樂             |
| 子公司                |
| HIGHLINE娱乐          |
| King Kong by STARSHIP |

### 子公司艺人

#### HIGHLINE娛樂
旗下藝人
| 出道日期       | 名稱     | 性別 | 职业 | 备注           |
| 2015年         | Dress    | 男   | PD   |                |
| 2018年         | DJ Vanto | 男   | DJ   |                |
| 2017年         | leon     | 男   | PD   |                |
| 2018年         | fka      | 男   | PD   |                |
| 2015年         | 元虎     | 男   | 歌手 | 前MONSTA X成員 |
| 2013年10月22日 | 柳昇佑   | 男   | 歌手 |                |

過去旗下藝人
| 名称          | 性別 | 離開日期       | 备注                |
| MoonMoon      | 男   | 2018年         |                     |
| DJ Soda       | 女   | 2021年11月10日 |                     |
| Kiggen        | 男   |                |                     |
| 장석훈        | 男   |                | 前Balming Tiger成員 |
| Pluma(宋民载) | 男   |                | 高等Rapper 3 选手   |
| DUETTO        | 男   | 2022年6月      |                     |

STARSHIP X 過去旗下藝人
- STARSHIP X 运营至2022年结束营业。

| 名称       | 性別 | 职业 | 離開日期       | 备注                   |
| 鄭基高     | 男   | 歌手 | 2018年5月19日  | 合约期满，不续约       |
| Mad Clown  | 男   | 歌手 | 2018年9月29日  | 合约期满，不续约       |
| 柳昇佑     | 男   | 歌手 | 2020年9月      | 轉入子公司Highline娱乐 |
| 周永       | 男   | 歌手 | 2021年12月16日 | 合约期满，不续约       |
| #GUN       | 男   | 歌手 | 2022年         | 合约期满，不续约       |
| Brother Su | 男   | 歌手 | 2022年         | 合约期满，不续约       |

## 获奖与提名
| 年份 | 颁奖典礼                      | 奖项                                | 得奖者 | 结果 | 备注   |
| ---- | ----------------------------- | ----------------------------------- | ------ | ---- | ------ |
| 2015 | Circle Chart Music Awards     | Producer of the Year                | 金时代 | 獲獎 | [ 15 ] |
| 2018 | Korea Popular Music Awards    | Producer Award                      | 金时代 | 獲獎 | [ 16 ] |
| 2020 | Newsis K-EXPO Cultural Awards | Korea Creative Content Agency Award | 金时代 | 獲獎 | [ 17 ] |
| 2022 | Asia Artist Awards            | Best Producer Award                 | 徐贤珠 | 獲獎 | [ 18 ] |
| 2023 | Golden Disc Awards            | Best Producer Award                 | 徐贤珠 | 獲獎 | [ 19 ] |

## 外部連結
STARSHIP娛樂
- STARSHIP娛樂的官方網站（页面存档备份，存于）
- STARSHIP娛樂的官方Facebook（页面存档备份，存于）
- STARSHIP娛樂的官方Twitter（页面存档备份，存于）
- STARSHIP娛樂的官方Instagram（页面存档备份，存于）
- STARSHIP娛樂的官方Youtube（页面存档备份，存于）
- STARSHIP娛樂的官方Vlive
- STARSHIP-BLOG（页面存档备份，存于）

STARSHIPZ
- STARSHIPZ的X（前Twitter）
- STARSHIPZ的Instagram帳戶